# روبرت ستانلي
روبرت ستانلي (بالإنجليزية: Robert Stanley)‏ هو سياسي أسترالي، ولد في 1847 في تيبيراري في جمهورية أيرلندا، وتوفي في 23 أغسطس 1918 في أستراليا. حزبياً، نشط في Liberal Party (Australia, 1909) ‏.